# 薩文冰原島峰
73°52′S 68°2′W / 73.867°S 68.033°W
薩文冰原島峰（英語：Savin Nunatak），是南極洲的冰原島峰，位於帕爾默地，處於旺山西南面60公里，美國地質調查局根據測量和該國海軍的空中照片繪入地圖，現時由南極條約體系管理。